# Нојштат ам Рибенберге
Нојштат ам Рибенберге (њем. Neustadt am Rübenberge) град је у њемачкој савезној држави Доња Саксонија. Једно је од 21 општинског средишта округа Регион Хановер. Према процјени из 2010. у граду је живјело 45.375 становника. Посједује регионалну шифру (AGS) 3241012.

## Географски и демографски подаци
Нојштат ам Рибенберге се налази у савезној држави Доња Саксонија у округу Регион Хановер. Град се налази на надморској висини од 43-65 метара. Површина општине износи 357,5 km². У самом граду је, према процјени из 2010. године, живјело 45.375 становника. Просјечна густина становништва износи 127 становника/km².

## Међународна сарадња
| Мјесто | Држава    | Врста сарадње | Од    |
| ------ | --------- | ------------- | ----- |
|        | Француска | партнерство   | 1980. |
| Извор  |           |               |       |